# Лупенко Юрій Олексійович
Юрій Олексійович Лупенко - український економіст, вчений у галузі аграрної економіки; доктор економічних наук (1998), професор (2007), дійсний член (академік) (2007), віцепрезидент Національної академії аграрних наук України (2019), директор Національного наукового центру "Інститут аграрної економіки". 
Голова президії ГО "Всеукраїнський конгрес вчених економістів аграрників" (2015). Дійсний член (академік) Міжнародної кадрової академії, м. Київ (2000), академік Академії економічних наук України (2014). Заступник головного редактора міжнародного науково-практичного журналу "Економіка АПК" (2012).
Заслужений діяч науки і техніки України (2004).

## Біографічні відомості
Народився на Житомирщині в місті Коростень. Вищу освіту за фахом бухгалтерський облік у сільському господарстві здобув у Житомирському сільськогосподарському інституті (нині - Поліський національний університет). Отримавши практичний досвід на посаді економіста в радгоспі (1978-1980), поступив в аспірантуру  Українського науково-дослідного інституту економіки і організації сільського господарства імені О.Г. Шліхтера (нині - Національний науковий центр "Інститут аграрної економіки" НААН), в якому згодом пройшов шлях від молодшого наукового співробітника до директора. 
У 1998 році перейшов на державну службу. Працював на різних посадах в державних органах (зокрема в Головному управлінні з питань економічної політики Адміністрації Президента України, Державному департаменті агентства України з інвестицій та інновацій та Міністерстві фінансів України). Державний службовець 3 рангу (2002).
Батько - Лупенко Олексій Степанович (1923-1991), мати - 
Бондар Марія Михайлівна (1929-2004), брат - Володимир (1954-2014).
Дружина - Євдокія Іванівна (1958), кандидат економічних наук (1989), сини - Андрій (1985), кандидат економічних наук (2021), Володимир (1993).

## Наукова діяльність
Наукову діяльність розпочав на посаді молодшого наукового співробітника (1980-1981) Науково-дослідного інституту сільського господарства нечорноземної зони України (нині - Інститут Полісся Національної академії аграрних наук), потім продовжив на посадах аспіранта, докторанта, молодшого, старшого, провідного наукового співробітника, завідувача сектором, заступника завідувача відділом (1981-1998) УкрНДІ економіки і організації сільського господарства (нині - ННЦ "інститут аграрної економіки").
У 1985 році захистив дисертацію на здобуття наукового ступеня кандидата економічних наук, у 1997 році - дисертацію на здобуття наукового ступеня доктора економічних наук. Вчене звання професора здобув у 2007 році. 
Був ініціатором і безпосереднім розробником низки стратегічних і програмних документів, законопроектів, проектів Указів Президента України, інших нормативних документів, наукових доповідей, науково-практичних рекомендацій з питань розвитку аграрного сектора економіки, сталого розвитку сільських територій, сільськогосподарської обслуговуючої кооперації, підприємництва та фермерства, земельних відносин, фінансового забезпечення і оподаткування сільськогосподарської діяльності та ін.
За результатами досліджень опублікував понад 500 наукових праць, з яких 40 монографій, 11 навчальних посібників, більше 35 науково-практичних і методичних рекомендацій.
За даними Google Scholar h-індекс - 35, i10-індекс - 87. Індекс Хірша за базою Scоpus - 2, за базою Web of Science - 2.
Підготував 12 докторів, 14 кандидатів економічних наук, 1 доктора філософії з економіки.

## Нагороди й відзнаки
- Відзнака "Знак пошани" Державної комісії з цінних паперів та фондового ринку (2003)
- Почесна грамота Кабінету Міністрів України (2004)
- Почесне звання "Заслужений діяч науки і техніки України" (2004)
- Трудова відзнака "Знак пошани" Міністерства аграрної політики України (2007)
- Почесна відзнака НААН (2012)
- Орден "За заслуги" ІІІ ступеня (2016)
- Почесна грамота Верховної Ради України (2017)
- Відзнака "Заслужений працівник Національного наукового центру "Інститут аграрної економіки" (2017)